# Lepanthes intonsa
Lepanthes intonsa är en orkidéart som beskrevs av Carlyle August Luer. Lepanthes intonsa ingår i släktet Lepanthes och familjen orkidéer. Inga underarter finns listade i Catalogue of Life.